# 샘 크로퍼드

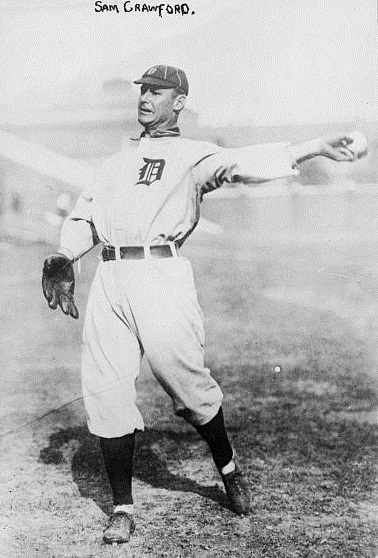
1909년 크로퍼드

샘 크로퍼드(Sam Crawford) 또는 새뮤얼 얼 크로퍼드(Samuel Earl Crawford, 1880년 4월 18일 ~ 1968년 6월 15일)는 "와후 샘"(Wahoo Sam)이라는 별명으로 불린 미국의 MLB 외야수였다.
크로퍼드는 좌투좌타였고, 키는 이며 몸무게는 190 파운드 (86 kg)였다. 와후 (네브래스카주)에서 태어난 그는 짧은 마이너 리그 베이스볼 경력을 거쳐 1899년 신시내티 레즈와 함께 빠르게 메이저 리그로 진출했다. 그는 1902년까지 레즈에서 뛰었다.
그는 내셔널 리그 (야구)와 당시 급부상하던 아메리칸 리그 간의 선수 경쟁을 활용하여 디트로이트 타이거스에 합류하여 1903년부터 1917년까지 주로 우익수로서 디트로이트에서 뛰었다.
그는 당시 가장 위대한 강타자 중 한 명으로, 홈런 부문에서 두 번, 타점 부문에서 세 번 리그를 이끌었다. 그는 여전히 통산 3루타 309개로 MLB 기록을 보유하고 있는데, 이 기록은 아마도 깨지지 않을 것이다.
타이거스에서 뛰는 동안 크로퍼드는 슈퍼스타 타이 콥과 함께 뛰었으며, 둘은 치열한 라이벌 관계를 유지하면서도 디트로이트가 1907년부터 1909년까지 세 번의 아메리칸 리그 챔피언십을 차지하는 데 기여했다.
MLB 경력이 끝난 후 크로퍼드는 캘리포니아주로 이주하여 여생을 보냈다. 그는 퍼시픽 코스트 리그에서 선수이자 심판으로 활동했으며, 서던캘리포니아 대학교의 코치였다. 그는 1957년 미국 야구 명예의 전당에 헌액되었다.

## 어린 시절
크로퍼드는 1880년 와후 (네브래스카주)에서 스티븐 O. 크로퍼드(1842년 버몬트주 출생)와 넬리 크로퍼드(1855년 아이오와주 출생)의 아들로 태어났다. 1901년에는 1881년 경 네브래스카주에서 태어난 에이다 M. 래틴과 결혼했다. 1910년에는 야구 선수로 등록되었으며, 1905년경 미시간주에서 태어난 버지니아라는 딸이 있었다. 다양한 선박 기록은 그의 생년월일과 아내 에이다의 생년월일을 확인시켜 준다. 1920년 미국 인구 조사에 따르면 가족은 로스앤젤레스에 거주하고 있었으며, 다른 기록에 따르면 새뮤얼은 1918년 3월 15일에 도착한 것으로 나타났다.
네브래스카 명예의 전당의 전기에 따르면 크로퍼드는 와후 고등학교의 스타 선수로, 1896년과 1897년에 팀을 두 번의 주 풋볼 챔피언십으로 이끌었으며, 그가 뛰는 곳마다 "육상 경주"로도 유명했다. 1898년에 그는 와후의 순회 야구 팀에 합류했다. 그들은 몇 주 동안 마차를 타고 마을에서 마을로 이동하며 지역 주민들에게 야구 경기를 제안하고, 모자를 돌려 경비를 충당했다. 크로퍼드는 1899년 봄에 캐나다 리그 채텀 레즈에서 월 65달러에 숙식을 제공받는 조건으로 뛸 기회를 얻었다. 크로퍼드는 이 기회를 잡고 이발사 견습생 일을 그만두었다. 채텀에서 크로퍼드는 웨스턴 리그 (초대)의 그랜드 래피즈 퍼니처 메이커스로 옮겨 뛰었다.

## 메이저 리그 베이스볼 경력

### 신시내티 레즈
1899년 9월, 그랜드 래피즈는 크로퍼드를 신시내티 레즈로 팔았다. 크로퍼드는 1899년 시즌 말 레즈에서 31경기를 뛰었다. 19세의 나이로, 와후의 순회팀에서 뛴 지 1년 만에 크로퍼드는 미래의 명예의 전당 헌액자 제이크 베클리와 비드 맥피와 함께 메이저 리그에서 뛰고 있었다. 크로퍼드는 1899년 레즈에서 31경기에서 .307의 타율을 기록했다. 1900년, 20세의 나이에 그는 101경기를 뛰었고, 3루타 15개와 홈런 7개로 내셔널 리그 (야구)의 선두권에 들었다.
크로퍼드는 1901년에 야구 최고의 강타자 중 한 명이었으며, 타율 .330을 기록하고 메이저 리그 최다인 16개의 홈런을 쳤다. 그는 또한 내셔널 리그에서 3루타(16개), 타점(104개), 장타율(.524)에서 3위를 기록했다. 크로퍼드는 1902년에 또 다른 견고한 해를 보냈으며, 총루수(256개)와 3루타(22개)에서 내셔널 리그를 이끌었고, 타율(.333), 장타율(.461), 장타(43개)에서 2위를 기록했다. 그는 1901년에 12개의 인사이드더파크 홈런을 쳤는데, 이는 아직 깨지지 않은 메이저 리그 기록이다.

### 디트로이트 타이거스

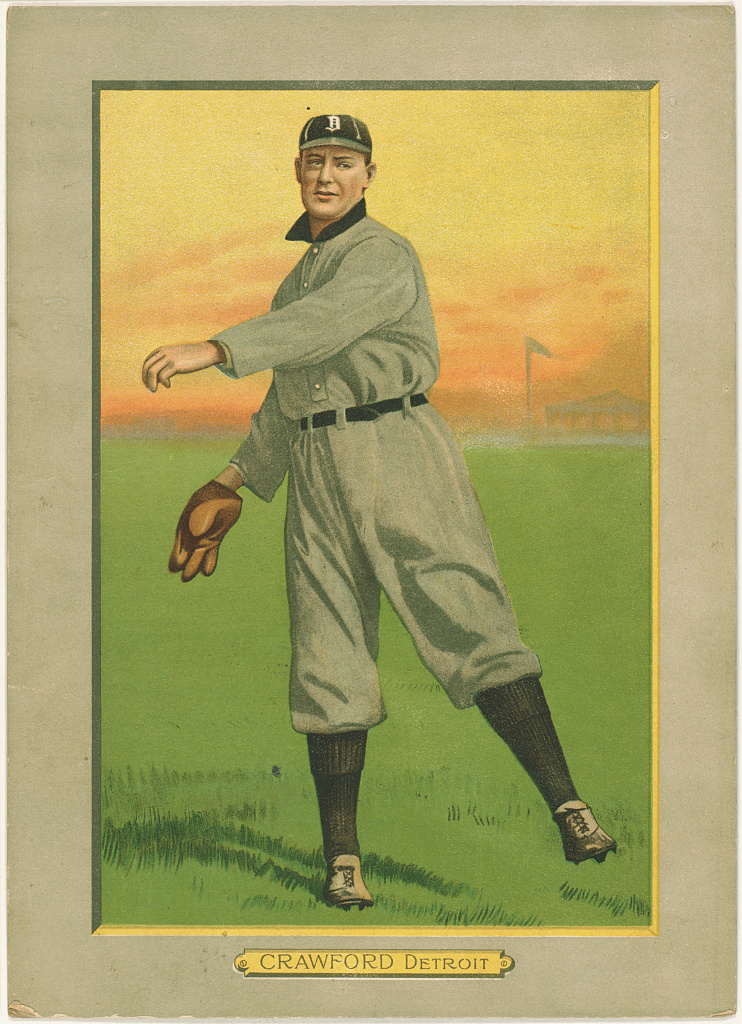
1911년 크로퍼드의 야구 카드

1902년 말, 내셔널 리그와 아메리칸 리그 사이에 선수 영입 경쟁이 일어났다. 크로퍼드는 레즈와 디트로이트 타이거스 양쪽과 계약을 맺었다. 경쟁 계약은 공개적인 법적 분쟁으로 이어졌고, 판사는 궁극적으로 크로퍼드를 타이거스에 귀속시키되, 레즈에 3,000달러의 보상금을 지불하도록 명령했다.
크로퍼드는 1903년 시즌에 타이거스에 합류하여 1917년 메이저 리그 경력이 끝날 때까지 그곳에 머물렀다. 1903년에 그는 25개의 3루타로 아메리칸 리그를 이끌었으며, 타율 .335로 타율 2위를 기록했다.
1905년 시즌 말 타이 콥이 합류하면서 타이거스는 야구계 최고의 타자 두 명을 갖게 되었다. 콥과 크로퍼드는 1907년, 1908년, 1909년에 디트로이트를 세 번 연속 아메리칸 리그 페넌트로 이끌었지만, 둘 다 월드 시리즈에서 부진하여 타이거스는 세 번 모두 패배했다. 크로퍼드는 세 번의 월드 시리즈에서 .243의 타율을 기록했고, 콥은 1907년 월드 시리즈에서 이례적인 .200, 1909년 월드 시리즈에서 .231을 기록했다.
크로퍼드는 다시는 월드 시리즈에서 뛰지 못했지만, 1915년까지 야구에서 가장 두려운 타자 중 한 명으로 남아 있었다. 1911년에 그는 타율 .378, 타점 115개, 장타 57개로 경력 최고 기록을 세웠다. 1913년부터 1915년까지 크로퍼드는 타이거스에서 472경기 연속 출장했다. 크로퍼드는 1905년부터 1915년까지 매년 안타, 타점, 장타, 장타율, 총루수에서 아메리칸 리그 선두권에 들었다. 그는 1914년 아메리칸 리그 기록인 26개의 3루타를 포함하여 5번이나 3루타에서 아메리칸 리그를 이끌었다. 1913년 8월 23일, 크로퍼드는 뉴욕 양키스와의 더블헤더 첫 경기에서 245번째 경력 3루타를 쳐서 기록을 깼다. 그는 통산 309개의 3루타로 역대 메이저 리그 선두를 유지하고 있다.
말년에 수비가 약화되었지만, 크로퍼드는 전성기에는 좋은 수비수였다. 1900년에 그의 레인지 팩터는 2.68로 리그 평균 2.13보다 55포인트 높았다. 1905년에 그는 .988의 수비율로 모든 아메리칸 리그 외야수 중 1위를 차지했는데, 이는 리그 평균보다 35포인트 높은 수치였다.
크로퍼드가 1915년에 타점(112개)과 장타(54개) 모두에서 리그를 이끌었음에도 불구하고, 타이거스는 1916년에 우익수 책임에서 크로퍼드를 젊은 강타자이자 미래의 미국 야구 명예의 전당 헌액자인 해리 하일만에게 점차적으로 넘겨주기 시작했다. 그 해 크로퍼드는 우익수에서 78경기를 뛰었고, 하일만은 66경기를 뛰었으며, 크로퍼드의 타석수는 694개에서 368개로 거의 절반으로 줄었다.
1917년에 크로퍼드는 라인업에서 완전히 밀려났고 주로 대타 역할로 강등되었다. 새로운 제한된 역할에서 크로퍼드는 104타수에서 .173의 타율을 기록했다. 1917년 시즌 말 크로퍼드는 방출되었고 더 이상 메이저 리그 베이스볼에서 뛰지 않았다.

### 경력 업적
크로퍼드는 데드볼 시대의 가장 위대한 강타자 중 한 명이었다. 그는 여전히 통산 3루타(309개)와 시즌 인사이드더파크 홈런(12개)에서 메이저 리그 기록을 보유하고 있다. 그는 통산 두 번째로 많은 인사이드더파크 홈런(51개)을 기록했으며, 경력에서 네 번이나 2루타보다 3루타를 더 많이 친 놀라운 기록을 가지고 있다: 1902년 18대 22, 1903년 23대 25, 1914년 22대 26, 그리고 1916년에는 당시 야구 선수로는 노령인 36세에 11대 13을 기록했다.
크로퍼드는 내셔널 리그와 아메리칸 리그 모두에서 홈런 선두를 차지한 최초의 선수였다(1901년과 1908년). 그는 1905년부터 1915년까지 11년 연속 안타, 타점, 장타, 장타율 및 총루수에서 AL 선두권에 들었다. Baseball-Reference.com의 "그레이 잉크 테스트"를 사용하면, 선수가 리그 타격 선두권에 얼마나 자주 드는지에 따라 점수를 부여하는데, 크로퍼드는 야구 역사상 9위를 기록한다. 그는 2,961개의 안타와 .309의 타율로 경력을 마쳤다. 그는 타이거스 선수로서 2,466개의 안타로 디트로이트 타이거스 역대 최다 안타 목록에서 5위를 차지한다.
디트로이트에서 크로퍼드의 첫 2년을 감독했고, 나중에 베이브 루스를 외야수로 전향시킨 양키스의 야구 단장인 에드 배로는 크로퍼드보다 더 나은 타자는 없었다고 말했다. 그의 동시대인 중 한 명인 필더 존스는 크로퍼드에 대해 "그들 중 누구도 크로퍼드만큼 강하게 칠 수 없다. 그는 벽돌집처럼 타석에 서서 좋아하는 투수 없이 모든 투수를 친다."라고 말했다.
크로퍼드의 통산 안타 수에 대한 논란이 존재해 왔다. 로런스 리터는 1920년 이전 모든 메이저 리그 문제의 권위였던 전국 야구 위원회가 1894-1899년 서부 리그에서 경쟁한 모든 선수의 개인 기록은 메이저 리그 기록의 일부로서 서부 리그에서 얻은 개인 통계로 인정될 것이라고 판결했다고 상기시켰다. 크로퍼드는 1899년 그랜드 래피즈 (야구팀) 프라디걸스 서부 리그 팀의 일원으로서 87개의 안타를 기록했다. 따라서, 다른 수정 사항들과 함께, 그의 총 안타 수는 3,051개여야 한다. 이 초기 근대 야구 판결에도 불구하고, 어떤 미래의 권위도 전국 위원회의 이 특정 의견을 지지하지 않으며, 현재 그의 기록은 2,964개의 안타로 보편적으로 받아들여지고 있다.

### 타이 콥과의 라이벌 관계

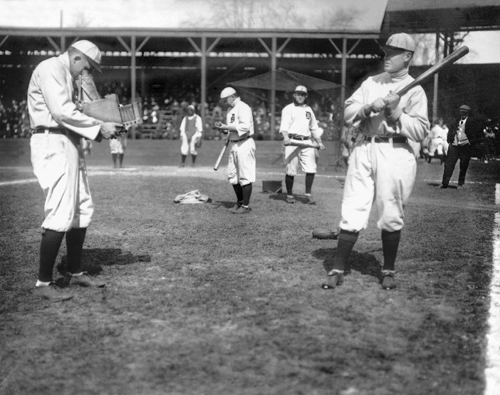
1914년경 카메라를 든 콥과 크로퍼드

샘 크로퍼드와 타이 콥은 13시즌 동안 팀 동료였다. 그들은 우익수와 중견수에서 나란히 뛰었고, 크로퍼드는 매년 타순에서 콥의 뒤를 이었다. 그럼에도 불구하고, 두 사람은 복잡한 관계를 가지고 있었다.
콥이 1905년 타이거스와 함께 메이저 리그에 입성했을 때, 크로퍼드는 콥을 괴롭혔던 디트로이트 베테랑 중 한 명이었다. 변덕스러운 성격의 콥은 이를 개인적인 것으로 받아들였다. 그러나 콥은 곧 야구 최고의 타자로 자리매김했고, 1907년, 1908년, 1909년 AL 챔피언십을 획득하면서 타이거스 팀에서 더 인정받게 되었다. 이 시기에 콥과 크로퍼드는 사제 관계를 유지했다. 말년에 앨 스텀프와의 인터뷰에서 콥은 크로퍼드의 도루 기술을 연구하고 크로퍼드가 플라이볼을 쫓고 주자를 잡아내는 법을 가르쳐주었다고 말했다. 콥은 크로퍼드의 친절함을 항상 기억할 것이라고 말했다.
사제 관계는 점차 질투심 많은 라이벌 관계로 변했다. 콥은 팀원들에게 인기가 없었고, 야구계의 가장 큰 스타가 되면서 크로퍼드는 콥에게 주어진 특혜에 불만을 품었다. 콥은 스프링 트레이닝에 늦게 보고하고 원정 경기에서 개인 숙소를 사용할 수 있었는데, 이는 크로퍼드에게는 제공되지 않는 특권이었다. 둘 사이의 경쟁은 치열했다. 크로퍼드는 콥이 무안타를 친 날 자신이 4타수 3안타를 치면 콥이 얼굴이 붉어지고 때로는 경기가 진행 중인데도 경기장을 떠났다고 회상했다. 냅 라조이가 1910년 타격왕을 차지했다고 처음 (그리고 잘못) 보도되었을 때, 크로퍼드는 콥을 이긴 것을 축하하는 전보를 라조이에게 보낸 몇몇 타이거스 선수 중 한 명으로 알려졌다.
은퇴 후, 콥은 스포팅 뉴스 기자에게 편지를 써서 크로퍼드가 외야에서 돕지 않고 콥이 도루할 때 의도적으로 파울 볼을 쳤다고 비난했다. 크로퍼드는 1946년에 이 편지에 대해 알게 되었고 콥을 "구두쇠"라고 비난하며 팀 동료를 전혀 돕지 않았다고 말했다. 그는 콥이 좋은 수비수가 아니었기 때문에 "나를 탓했다"고 말했다. 크로퍼드는 콥의 도루를 의도적으로 방해하려고 했다는 것을 부인하며 콥이 "그것을 꿈꿨다"고 말했다.
불화에 대해 질문을 받았을 때, 콥은 그것을 질투 탓으로 돌렸다. 그는 크로퍼드가 "정말 좋은 선수"였지만 타이거스에서 "두 번째로 좋은 선수"였고 "들러리가 되는 것을 싫어했다"고 생각했다. 콥의 전기 작가 리처드 박은 두 사람이 "간신히 서로를 참았다"고 언급했으며, 크로퍼드의 태도가 콥이 크로퍼드의 명성을 가로챈 것 때문에 유발되었다는 콥의 의견에 동의했다.
그들이 서로에게 말을 걸지 않았을 수도 있지만, 콥과 크로퍼드는 베이스 위에서 눈빛과 고개 끄덕임으로 비언어적으로 소통하는 놀라운 능력을 개발했다. 그들은 야구 역사상 가장 성공적인 더블 스틸 조합 중 하나가 되었다.
콥이 사망한 후, 한 기자는 콥의 집에서 크로퍼드의 야구 명예의 전당 헌액을 위해 영향력 있는 사람들에게 보낸 콥의 편지에 대한 수백 통의 답장을 발견했다. 크로퍼드는 콥이 사망한 후에야 콥의 노력을 알게 되었다고 전해진다.

## 후기 야구 경력
타이거스에서 방출된 후, 크로퍼드는 마이너 리그 팀인 퍼시픽 코스트 리그의 로스앤젤레스 에인절스 (PCL)에 합류하여 1918년과 1921년 리그 챔피언십 우승을 도왔다. 첫 경기에서 그는 2안타를 치고 도루 1개를 기록했으며 2명의 주자를 잡아냈다. 크로퍼드는 에인절스에서 4시즌 동안 뛰었다(1918–1921). 1918년에는 96경기에 출장하여 104안타를 기록하고 .292의 타율을 기록했다.
1919년에는 173경기에서 타율 .360, 239안타, 41개의 2루타, 18개의 3루타, 14개의 홈런, 14개의 도루를 기록했다. (PCL은 당시 메이저 리그 154경기 시즌보다 훨씬 많은 경기를 치르는 불규칙한 일정을 가졌다.) 1920년에는 187경기에서 타율 .332, 239안타, 46개의 2루타, 21개의 3루타를 기록했다. 그의 마지막 해인 1921년 41세의 나이에는 175경기에서 타율 .316, 199안타, 44개의 2루타를 기록했다.

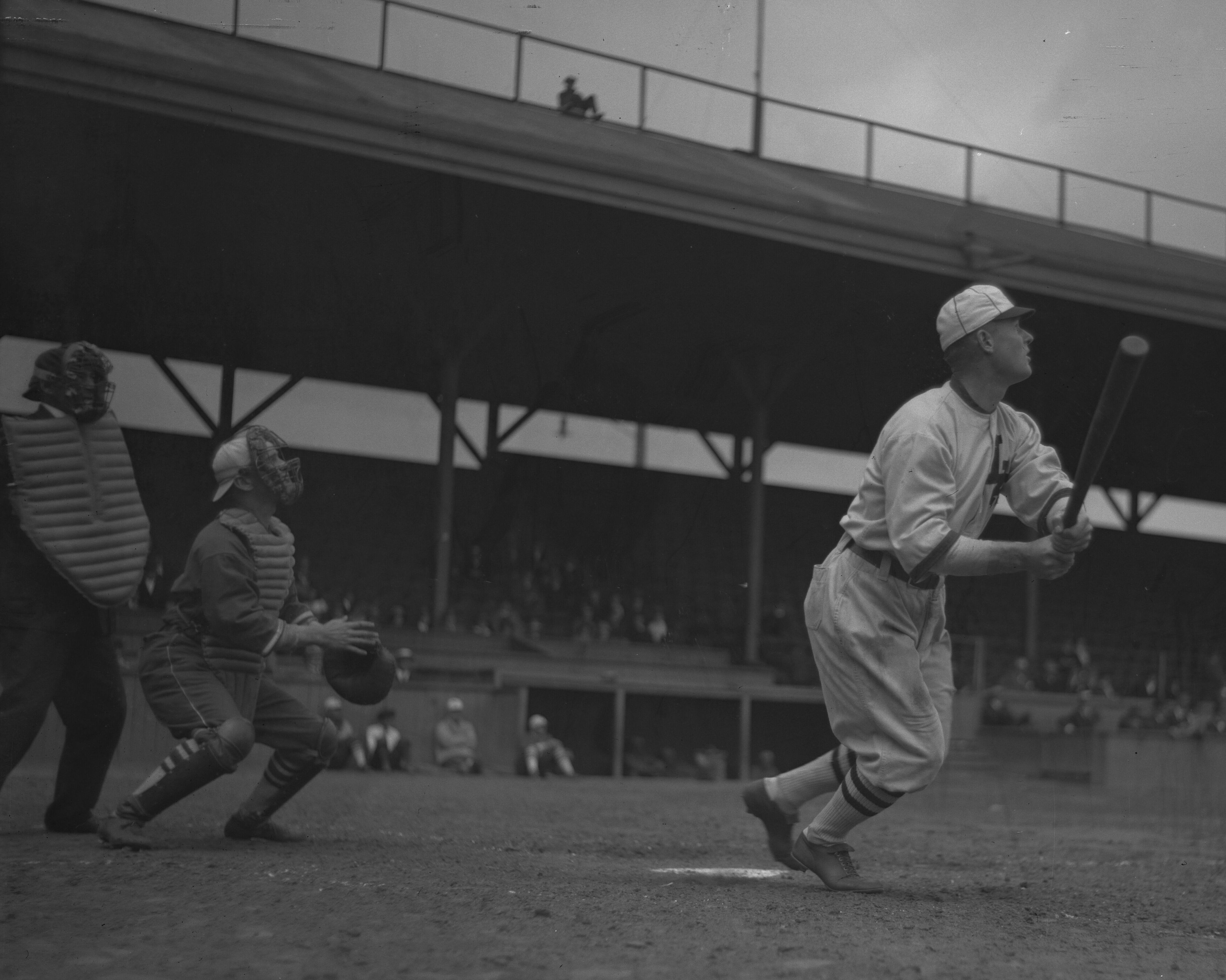
1920년 공을 치는 크로퍼드 (오른쪽)

크로퍼드는 남부 캘리포니아에 머물기로 결정했고, 1924년에 서던캘리포니아 대학교 (USC) 야구팀의 수석 코치가 되었으며, 1929년까지 이 직책을 맡았다. 그는 1927년 캘리포니아 대학 간 야구 협회의 발전에 중요한 역할을 했으며, 그의 마지막 두 시즌 동안 USC를 2위로 이끌었다. 크로퍼드는 USC 코치로서 59승 46패 3무를 기록했다. 그는 나중에 1935년부터 1938년까지 퍼시픽 코스트 리그에서 심판으로 일했으며, 보람 없는 일이고 외로운 삶이라고 생각하여 그만두었다.
1927년, 크로퍼드는 버스터 키턴의 코미디 영화 전문대학에서 야구 코치 역으로 출연했다.

## 말년
은퇴 후, 크로퍼드는 다소 은둔 생활을 하며 공식 야구 행사에서 멀리 떨어졌다. 그는 1957년 베테랑 위원회에 의해 미국 야구 명예의 전당에 헌액되었다. 당시 그는 캘리포니아주 피어블로섬 근처 모하비 사막 가장자리의 작은 오두막에서 살고 있었다. 기자들이 그곳에 찾아와 소식을 전하자, 이웃들은 자신들의 이웃이 메이저 리그 야구 선수였다는 사실조차 몰랐기 때문에 충격을 받았다. 헌액 후 크로퍼드는 쿠퍼스타운의 큐레이터에게 자신의 명패에 "와후 샘"이라고 적히기를 원한다고 말했다. 그는 "그곳은 내 고향이고, 나는 그것이 자랑스럽다."라고 언급했다.
크로퍼드는 말년에 정원 가꾸기와 독서에 많은 시간을 보냈다. 1964년 3월, 베이우드 파크 (캘리포니아주)에서 그는 로런스 리터에 의해 1966년 저서 영광의 시대, 20세기 초 선수들과의 인터뷰 시리즈를 위해 인터뷰되었다. 콥과 농아 선수 더미 호이와 같은 팀 동료들, 그리고 호너스 와그너와 같은 상대 선수들에 대한 크로퍼드의 이야기는 이 책을 야구에 대해 쓰여진 가장 존경받는 책 중 하나로 만들었다. 리터와의 인터뷰 동안 크로퍼드는 철학자 조지 산타야나와 불가지론자 로버트 G. 잉거솔의 작품을 인용하고, 자신이 가장 좋아하는 작가 중 한 명인 오노레 드 발자크의 작품을 논의했다. 어떻게 기억되기를 바라는지에 대해 그는 "내가 죽으면 사람들이 '음, 좋은 샘, 그는 결국 그렇게 나쁜 사람은 아니었어. 모든 것을 고려하면 그는 꽤 공정하고 정직했어. 우리는 그를 그리워할 거야.'"라고 말했다.
크로퍼드는 1968년 5월 26일 뇌졸중으로 쓰러졌고, 2주 후 로스앤젤레스 할리우드 커뮤니티 병원에서 88세의 나이로 사망했다. 그는 잉글우드의 잉글우드 공원 묘지에 안장되었다. 1999년에 크로퍼드는 스포팅 뉴스의 위대한 야구 선수 100인 목록에서 84위에 올랐고, 메이저 리그 베이스볼 올센추리 팀의 최종 후보로 지명되었다.

## 같이 보기
- 메이저 리그 베이스볼 통산 안타 리더 목록
- 메이저 리그 베이스볼 통산 장타 리더 목록
- 메이저 리그 베이스볼 통산 2루타 리더 목록
- 메이저 리그 베이스볼 통산 3루타 리더 목록
- 메이저 리그 베이스볼 통산 총루타 리더 목록
- 메이저 리그 베이스볼 통산 득점 리더 목록
- 메이저 리그 베이스볼 통산 타점 리더 목록
- 메이저 리그 베이스볼 통산 도루 리더 목록
- 메이저 리그 베이스볼 연간 2루타 리더 목록
- 메이저 리그 베이스볼 연간 3루타 리더 목록
- 메이저 리그 베이스볼 연간 홈런 리더 목록
- 메이저 리그 베이스볼 연간 득점 리더 목록
- 메이저 리그 베이스볼 연간 타점 리더 목록
- 메이저 리그 베이스볼 3루타 기록 목록
- 메이저 리그 베이스볼 홈런 기록 목록